# Richard Arenstorf
Richard F. Arenstorf (Hamburgo, Alemanha, 7 de novembro de 1929 — Nashville, Tennessee, 18 de setembro de 2014) foi um matemático estadunidense. Descobriu a órbita estável entre a terra e a lua, denominada órbita de Arenstorf, que foi a base da órbita usada pelo Projeto Apollo para ir à lua. Morreu de ataque cardíaco em Nashville, Tennessee, em 18 de setembro de 2014.